# Motín de Tarancón
El Motín de Tarancón (Cuenca) se produjo el 25 de abril de 1919 en protesta por la subida del precio de los artículos de primera necesidad. También es conocido como 'El motín de la patata', aunque esta denominación no ha sido encontrada ni en la documentación ni en la prensa del momento, en el año 2000 el dramaturgo chileno Fernando Aguilera estrenó una obra con este título y se popularizó con ese nombre. Enmarcado dentro de los motines de subsistencia, fue uno de los hechos más trágicos acontecido en La Mancha durante el primer tercio del siglo XX.

## Antecedentes
En julio de 1914 se inició la Primera Guerra Mundial, España se mantuvo en una postura imparcial, el gobierno de Eduardo Dato declaró la neutralidad. Esta circunstancia influyó tanto a nivel económico como social. Ante la demanda creciente de productos desde el exterior, los terratenientes agrícolas se beneficiaron de un alza constante de los precios lo que produjo una alta inflación, además de no poder cubrir la demanda del interior. Todo esto unido a que los salarios no crecían al mismo ritmo provocó un clima que hizo estallar motines y huelgas protagonizadas principalmente por la Confederación Nacional del Trabajo (CNT) y la Unión General de Trabajadores (UGT). Los alimentos se llegaron a encarecer un 200 o 300 por ciento de su valor. Además, el 3 de abril de 1919 España era el primer país en aprobar la jornada de 8 horas, había un ambiente de agitación social. La situación era desesperada para la mayoría de la población, tanto rural como urbana, por el desabastecimiento de productos básicos.
El número de protestas y motines creció a partir de la primera década del siglo XX debido a las prácticas económicas especulativas, de hecho en Tarancón en 1912 hubo una huelga, impulsada por mujeres, por la recaudación de impuestos, permaneciendo sitiado el municipio durante diez días por la Guardia Civil. El fin de la Primera Guerra Mundial no solucionó la situación, continuó agravándose y con ello el número de huelgas también aumentó.

## El motín
El 24 de abril de 1919, a causa del desabastecimiento y carestía de los alimentos, un grupo de 80 a 100 mujeres fueron a protestar ante el alcalde por el precio de los productos. La administración municipal se encargó de mediar con los proveedores y acordaron bajar los precios. El compromiso no se cumplió sino todo lo contrario, los precios siguieron subiendo a lo largo de la jornada. Al anochecer, a la concentración de mujeres y niños, se empezaron a unir cada vez más hombres que ya habían vuelto de su trabajo en el campo. La autoridad local ordenó a los vecinos concentrados que se marcharan a sus casas. Junto al alcalde se encontraba el Teniente Coronel de la Guardia Civil de la provincia de Cuenca, Carmelo Rodríguez de la Torre, que propuso sofocar lo que él consideraba desórdenes públicos. Tras la segunda negativa de disolverse, el alcalde accedió y la Guardia Civil ordenó primero una carga a caballo y después abrir fuego. Sobre las 22 horas quedó disuelta la concentración sin heridos de consideración.
La mañana del día siguiente, 25 de abril, cuando fueron a comprar, un panadero vendía su producto bajo de peso, esto enalteció los ánimos y la protesta de las mujeres frente al Ayuntamiento continuó. El panadero intentó templar el ambiente con una canasta de panes que le devolvieron. Se produjo de nuevo el cierre de comercios. Ante las noticias que llegaban desde Tarancón, el gobernador civil de Cuenca, Enrique Barranco y un destacamento de la Guardia Civil de 40 hombres, incluyendo caballería e infantería, se desplazaron hasta allí con el fin de reunirse con el alcalde y los vendedores. Tras una larga negociación acordaron bajar un 25 por ciento el precio de los artículos de primera necesidad y un 40 por ciento la mercancía relacionada con la vestimenta y la leña. A las siete desde el balcón del Ayuntamiento se lo comunicaron a la población. Cuando se marchó el gobernador los precios volvieron a subir al valor anterior al acuerdo. Sobre las 22 horas estalló el motín. Algunos escaparates y comercios fueron destrozados a lo que los comerciantes respondieron con una serie de disparos con escopetas de perdigones. La tensión se fue incrementando, hubo disparos indiscriminados desde una ventana contra la gente que se encontraba en la Plaza Constitucional y la calle Fermín Caballero. Intervino la Guardia Civil que para disolver la protesta ordenó dos cargas al menos. El resultado fueron seis personas muertas en el acto, en total diez fallecidas, y dieciocho o veinte heridas, diez de ellas de gravedad. La Guardia Civil se retiró a las dos de la mañana.
Los hechos acaedidos en Tarancón quedaron reflejados en la prensa del momento, en algunos casos de forma confusa. La Época del 30 de abril exponía la versión oficial del gobierno. En El Fígaro del 5 de mayo aparecía un recuerdo a los muertos del motín. En El Correo de la Mañana de Extremadura del 28 de abril aún no conocía en qué pueblo de Cuenca habían sucedido los hechos y se hacía referencia al papel de las mujeres, igual que en El Progreso de Lugo del 29 de abril, que hablaba de la organización de la manifestación por parte de las mujeres.